# Cephalophus dorsalis
Il cefalofo dorsale (Cephalophus dorsalis Gray, 1846), noto anche come cefalofo dalla schiena nera, è una specie di cefalofo originaria delle foreste dell'Africa occidentale e centrale. Così come altri suoi simili, questa piccola e timida antilope, seppure faccia del suo meglio per evitare l'uomo, è molto minacciata dall'insostenibile commercio del cosiddetto bushmeat. Il nome afrikaans duiker, con cui vengono indicati i cefalofi, significa «tuffatore» e si riferisce all'abitudine propria di questi animali di tuffarsi nel fitto della vegetazione se disturbati.

## Tassonomia
Attualmente, gli studiosi riconoscono due sottospecie di cefalofo dorsale:
- C. d. dorsalis Gray, 1846 (Africa occidentale: Sierra Leone, Togo, Costa d'Avorio, Ghana e Nigeria);
- C. d. casteneus Gray, 1846 (Africa centrale: Camerun, Repubblica Centrafricana, Repubblica Democratica del Congo, Angola e Repubblica del Congo).

## Descrizione
Lungo 70-100 cm e pesante 15-24 kg, il cefalofo dorsale ha una costituzione piuttosto robusta, con un mantello di colore rosso o marrone-giallastro spruzzato di bianco. Lungo il dorso, dal naso alla radice della coda, corre una linea scura, e talvolta sul ventre è presente un'altra linea mediana dello stesso colore. Le brevi zampe anteriori e le lunghe zampe posteriori sono di colore nero o marrone scuro. La testa, più larga e appiattita di quella di altri cefalofi, presenta muso breve e occhi situati piuttosto in alto. Quest'ultima peculiarità è dovuta a un ingrossamento dei muscoli delle guance, come adattamento ad un'azione masticatoria più efficiente. Il cefalofo dorsale possiede corna coniche, molto brevi, e grandi ghiandole odorifere poste sotto agli occhi, che si pensa vengano utilizzate per marcare il territorio.

## Distribuzione e habitat
Il cefalofo dorsale vive nella cintura di foreste equatoriali di pianura che cinge l'Africa, dal Senegal al Lago Tanganica.
Generalmente abita nelle foreste pluviali, dove può trovare riparo nelle cavità degli alberi, sotto tronchi caduti e nel fitto della boscaglia. Sembra avere una particolare preferenza per le foreste pluviali primarie, e in apparenza è più comune nelle aree dove la foresta non è mai stata abbattuta.

## Biologia
I cefalofi dorsali sono animali notturni che trascorrono le ore diurne nascosti tra la fitta vegetazione, nelle cavità degli alberi o sotto tronchi caduti, il che fa di loro animali particolarmente difficili da studiare. Si nutrono prevalentemente di frutta, come manghi selvatici e frutti del pane africani, e per questo motivo giocano un ruolo importante nella dispersione dei semi degli alberi della foresta. Brucano frequentemente anche foglie e, stranamente, è noto che all'occasione queste timide antilopi seguano, uccidano e mangino uccelli.
I cefalofi, così come evitano l'uomo, cercano generalmente di evitarsi anche tra loro. La loro densità di popolazione è molto bassa, e generalmente vivono da soli, sebbene talvolta vengano visti in coppia, e si ritiene siano monogami. La femmina partorisce solamente un unico piccolo; questo resta nascosto tra la vegetazione per le prime settimane di vita e trascorre pochissimo tempo con la madre. I cefalofi dorsali vengono svezzati a cinque mesi di età, raggiungono la maturità sessuale a circa un anno e possono vivere fino a 10-12 anni.

## Conservazione
Il cefalofo dorsale occupa un areale molto vasto, ma la sua popolarità presso i cacciatori e i commercianti di bushmeat lo ha spinto verso il declino in molti Paesi dell'Africa occidentale. Attualmente è divenuto molto raro in Nigeria e Sierra Leone, mentre in Uganda è scomparso del tutto. I cefalofi sono prede facili da abbattere sia con armi da fuoco che con lacci, si possono facilmente trasportare a piedi, e da essi si ricava abbastanza carne da renderne proficua la cattura: tutti questi fattori ne fanno uno dei bersagli principali della caccia sia di sussistenza che commerciale. Sfortunatamente, quasi ovunque la caccia data a questi animali è divenuta insostenibile con la loro sopravvivenza. Inoltre, la predilezione del cefalofo dorsale per le foreste indisturbate lo rende vulnerabile al degrado dell'habitat, provocato da attività umane come l'agricoltura. In Togo, ad esempio, la popolazione di questa specie sta diminuendo sempre più a causa della distruzione dell'habitat e della caccia.